# Aphaereta laeviuscula
Aphaereta laeviuscula är en stekelart som först beskrevs av Maximilian Spinola 1851.  Aphaereta laeviuscula ingår i släktet Aphaereta och familjen bracksteklar. Inga underarter finns listade i Catalogue of Life.